# 라미 (피지)
라미(Lami)는 피지의 도시로 비치레부섬의 레와주에 위치한다. 면적은 680km2, 인구는 20,529명(2007년 기준)이다. 수바에서 북서쪽으로 3km 정도 떨어진 곳에 위치한다.
1882년 영국의 식민지 정책에 의해 수바에 거주하던 피지 원주민들을 강제로 이주시켜 건립되었으며, 제2차 세계 대전 당시 수바로 연결되는 주요 통로를 지키기 위해 건설된 핵심 방어시설인 빌로 배터리(Bilo Battery)가 위치해 있다.